# Banana Republic
Banana Republic je americká globální oděvní značka. Byla založena v roce 1978, kdy vyráběla cestovní oblečení. V roce 1983 byla společnost odkoupena firmou Gap. Firma má přes 500 vlastních v mezinárodním měřítku, její produkty se ale nacházejí také v obchodech Gapu.

## Historie
Banana Republic odstartovala svou historii v roce 1978, kdy byla otevřena první prodejna v Mill Valley, Kalifornie v USA. V začátcích se specializovala na výrobu cestovního a safari oblečení, které distribuovala pomocí svého katalogu. Později se společnost stávala stále známější.
V roce 1983 byla Banana Republic odkoupena firmou Gap. Po odkoupení začala společnost vyrábět společenské a luxusní oděvy, zahájila také výrobu módních doplňků.